# 海峡两岸 (电视节目)
《海峡两岸》是中国中央电视台中文国际频道（CCTV-4）的一档时事节目，也是中国中央电视台唯一的涉台时事新闻评论节目。其在中国大陆有着较高的收视率，在海外也有一定关注度。

## 内容
1996年2月3日《海峡两岸关系论坛》开播，每周一期，每期20分钟。1998年5月30日，《海峡两岸关系论坛》更名为《海峡两岸》，当时的节目包含了“两岸聚焦”“人物写真”“海峡沙龙”三个环节，内容不仅限于时事新闻。1999年10月起，《海峡两岸》改为日播节目，周一至周五播出。2002年9月2日，《海峡两岸》时长由15分钟扩至25分钟，并设置“热点扫描”和“热点透视”两个板块。“热点扫描”主要报道当日和近期与台湾有关的热点新闻；“热点透视”则为当日或近期涉台热点深度报道，以及两岸专家和时事评论员对此事的评论，有时也会涉及其他周边地区的事件:173。2003年5月，改为每天播出。
《海峡两岸》时常引用台湾电视节目的视频，但会进行处理，如对中华民国、中华民国政府部门出现的「国家」、「中央」、「全国」等字样、中华民国国旗、手语同步翻译等打马赛克或删去，在相关人士的话语中若出现相关用语时亦会在此节目自制的字幕中进行修改，如将“立法院”改为“立法机构”，将“立法委员”改为“民意代表”。

## 主持人

### 現任主持人
- 李红
- 桑晨
- 董丽萍

### 離任主持人
- 李峰 （主持人/主创始人）
- 柴璐
- 王端端
- 刘静（梦桐）

## 嘉宾
- 邱毅
- 赖岳谦（台湾政治大学兼任副教授、前《中时电子报》社长）
- 游梓翔（台湾世新大学副校长、教授）
- 郑又平（台湾台北大学教授）
- 陈凤馨
- 王鸿薇
- 王炳忠
- 于强（北京工商大学教授）
- 张彬（中央人民广播电台主任编辑）
- 张华（中国社会科学院台湾研究所助理研究员）
- 谢楠（中国社会科学院台湾研究所助理研究员）
- 朱松岭（北京联合大学台湾研究院两岸关系研究所所长、教授）
- 滕建群（中国国际问题研究院美国研究所所长，央视特约评论员）
- 苏晓晖（中国国际问题研究院国际战略研究所副所长，央视特约评论员）

## 播出时间
亚洲版
- 首播：20:30-21:00
- 重播：次日6:00-6:30、11:30-12:00

欧洲版
- 首播：1:00-1:30
- 重播：当日6:00-6:30、15:00-15:30

美洲版
- 首播：6:00-6:30
- 重播：当日13:30-14:00、次日1:00-1:30